# Brytyjskie okręty podwodne typu X
Miniaturowe okręty podwodne typu X – brytyjskie miniaturowe okręty podwodne z okresu II wojny światowej. W latach 1942–1944 do służby weszło 20 okrętów tego typu. Do największych sukcesów tych okrętów należy uszkodzenie niemieckiego pancernika „Tirpitz” w 1943 roku.

## Historia

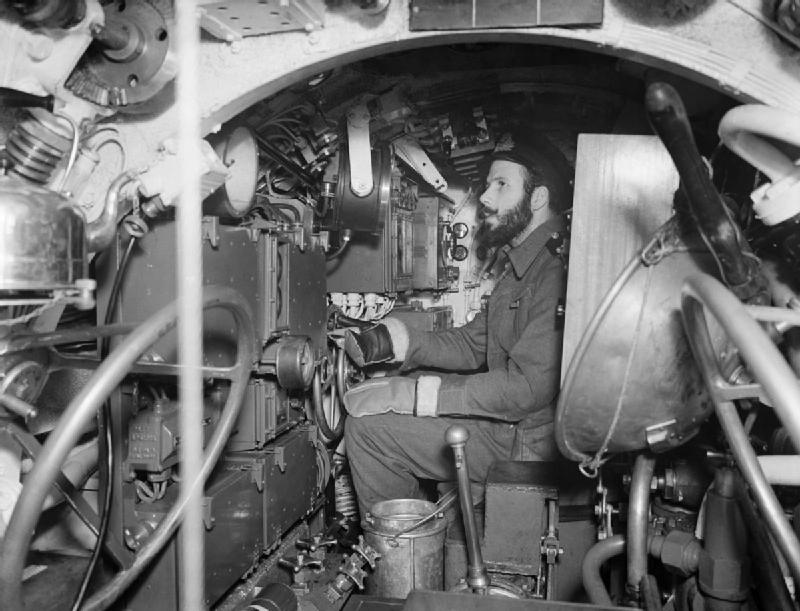
Wnętrze okrętu typu X

Prace nad nowym typem miniaturowych okrętów podwodnych rozpoczęły się w Wielkiej Brytanii w 1941 roku. Budowa pierwszej jednostki serii, która otrzymała oznaczenie „X3”, rozpoczęła się pod koniec 1941 roku. Nowe okręty miały mieć stosunkowo niewielki zasięg i w związku z tym w pobliże celu miały być holowane przez standardowe okręty podwodne. Uzbrojenie okrętów składało się z dwóch min o masie 1,6 t wyposażonych w zapalnik czasowy, które miały być zwalniane w pobliżu atakowanego celu.
Pierwsze dwie jednostki „X3” i „X4” służyły do zadań szkoleniowych. W styczniu 1943 roku oddano do służby 6 okrętów tego typu noszących oznaczenia od „X5” do „X10”, które miały być wykorzystane w walce.
Po raz pierwszy okręty wykorzystano bojowo podczas operacji Source, której celem było wyeliminowanie z czynnej służby niemieckich ciężkich okrętów stacjonujących w norweskim fiordzie Altafjord. W wyniku operacji utracono wszystkie 6 jednostek, które brały w niej udział. Okrętom „X6” i „X7” udało się umieścić ładunki pod kadłubem pancernika „Tirpitz”. W wyniku eksplozji niemiecki okręt doznał poważnych uszkodzeń i nie udało się doprowadzić go do pełnej sprawności do czasu, gdy zatonął w wyniku nalotu alianckich samolotów w 1944 roku.
15 kwietnia 1944 roku „X24” wszedł do fiordu prowadzącego do Bergen w celu zatopienia doku wykorzystywanego do remontu niemieckich okrętów. Akcja zakończyła się częściowym sukcesem, ponieważ omyłkowo podłożono ładunki pod niemiecki statek, który cumował w pobliżu. Statek zatonął, właściwy cel jednak uniknął uszkodzeń.
"X24” zachowany jest w Royal Navy Submarine Museum w Gosport (południowa Anglia).